# Autobahnspinne Dresden
Autobahnspinne Dresden – nieistniejący już tymczasowy uliczny tor wyścigowy w Dreźnie (NRD).

## Historia
Tor był częścią węzła autostradowego Dresden-Nord, łączącego autostrady A4 i A13. Rozgrywano na nim wyścigi w latach 1951–1971. Inauguracyjne zawody wygrali Paul Greifzu (Formuła 2) i Willy Lehmann (Formuła 3). Pierwotna wersja trasy miała długość 6,443 km. W 1955 tor miał długość 3,2 km. Od 1957 długość toru wynosiła 5,3 km.

## Wyniki
| Rok  | Seria                     | Zwycięzca          | Samochód              | Źródło |
| ---- | ------------------------- | ------------------ | --------------------- | ------ |
| 1951 | Formuła 2                 | Paul Greifzu       | BMW Eigenbau          | [ 2 ]  |
| 1951 | Formuła 3                 | Willy Lehmann      | BMW Eigenbau          | [ 2 ]  |
| 1952 | motocykle (250 cm³)       | Ewald Kluge        | DKW                   | [ 7 ]  |
| 1953 | Formuła 2                 | Edgar Barth        | EMW                   | [ 8 ]  |
| 1953 | Formuła 3                 | Kurt Kuhnke        | Cooper T11-JAP        | [ 8 ]  |
| 1954 | Formuła 2                 | Rudolf Krause      | Greifzu 51/54-BMW     | [ 9 ]  |
| 1954 | Formuła 3                 | Theo Helfrich      | Cooper T31-Norton     | [ 9 ]  |
| 1955 | Formuła 3                 | Heinz Melkus       | Melkus Post-JAP       | [ 5 ]  |
| 1957 | Formuła 3                 | Lex Beels          | Cooper T42-Norton     | [ 6 ]  |
| 1958 | Formuła 3                 | Jos Saveniers      | Cooper T42-Norton     | [ 10 ] |
| 1959 | Formuła 3                 | Kurt Ahrens jr     | Cooper T42-Norton     | [ 11 ] |
| 1959 | Formuła Junior            | Heinz Melkus       | Melkus 59-Wartburg    | [ 11 ] |
| 1960 | Formuła Junior            | Kurt Ahrens jr     | Cooper T52-Fiat       | [ 12 ] |
| 1961 | Formuła Junior            | Willy Lehmann      | Scampolo 502-Wartburg | [ 13 ] |
| 1961 | Formuła Junior            | David Piper        | Lotus 20-Ford         | [ 13 ] |
| 1962 | Formuła Junior            | Max Byczkowski     | Melkus 62-Wartburg    | [ 14 ] |
| 1963 | Formuła Junior            | John Peterson      | Brabham BT6-Ford      | [ 15 ] |
| 1964 | Formuła 3                 | Max Byczkowski     | Melkus 64-Wartburg    | [ 16 ] |
| 1965 | Formuła 3                 | Christian Pfeiffer | SEG II-Wartburg       | [ 17 ] |
| 1966 | Formuła 3                 | Dieter Bohnhorst   | Brabham BT16-Ford     | [ 18 ] |
| 1967 | Formuła 3                 | Heinz Melkus       | Melkus 64-Wartburg    | [ 19 ] |
| 1969 | Formuła 3                 | Frieder Rädlein    | Melkus 64-Wartburg    | [ 20 ] |
| 1969 | Puchar Pokoju i Przyjaźni | Heinz Melkus       | Melkus 64-Wartburg    | [ 20 ] |
| 1970 | Formuła 3                 | Freddy Kottulinsky | Lotus 59-Ford         | [ 21 ] |
| 1971 | Formuła 3                 | Freddy Kottulinsky | Lotus 69-BMW          | [ 22 ] |